# Église Saint-Médard d'Essarois
L'église Saint-Médard est une église catholique située à Essarois en Côte-d'Or dont les parties les plus anciennes datent du XIIIe siècle.

## Localisation
L’église Saint-Médard est située au centre du village d'Essarois.

## Historique
L’église Saint-Médard est édifiée au XIIIe siècle. Le chœur actuel date de cette époque alors que la nef a été reconstruite à l’identique entre 1887 et 1890. La chapelle seigneuriale date du XVIe siècle
La façade antérieure datée de 1828 est l’œuvre de l'architecte châtillonnais Simon Tridon.
En 1855, la mémorialiste Victorine de Chastenay est enterrée dans le chœur de l'église.

## Architecture et description
Saint-Médard est une église à plan allongé à nef unique de 3 travées en voûte d'ogives. Présence d’un escalier tournant dans-œuvre. Le bâti est en pierre et le toit à longs pans couvert d’ardoises et de tuiles plates. Le clocher massif situé au dessus du porche est à flèche polygonale.

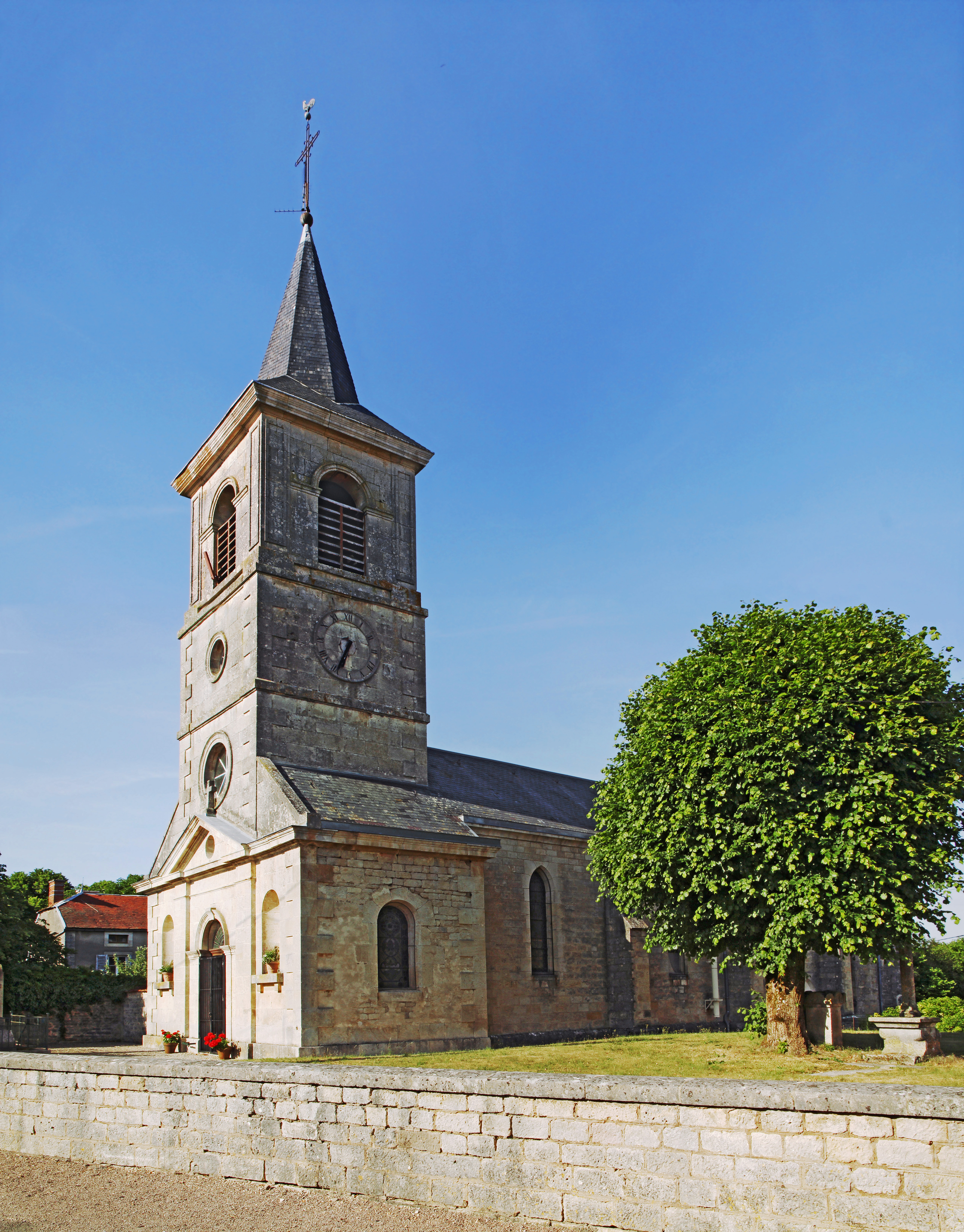
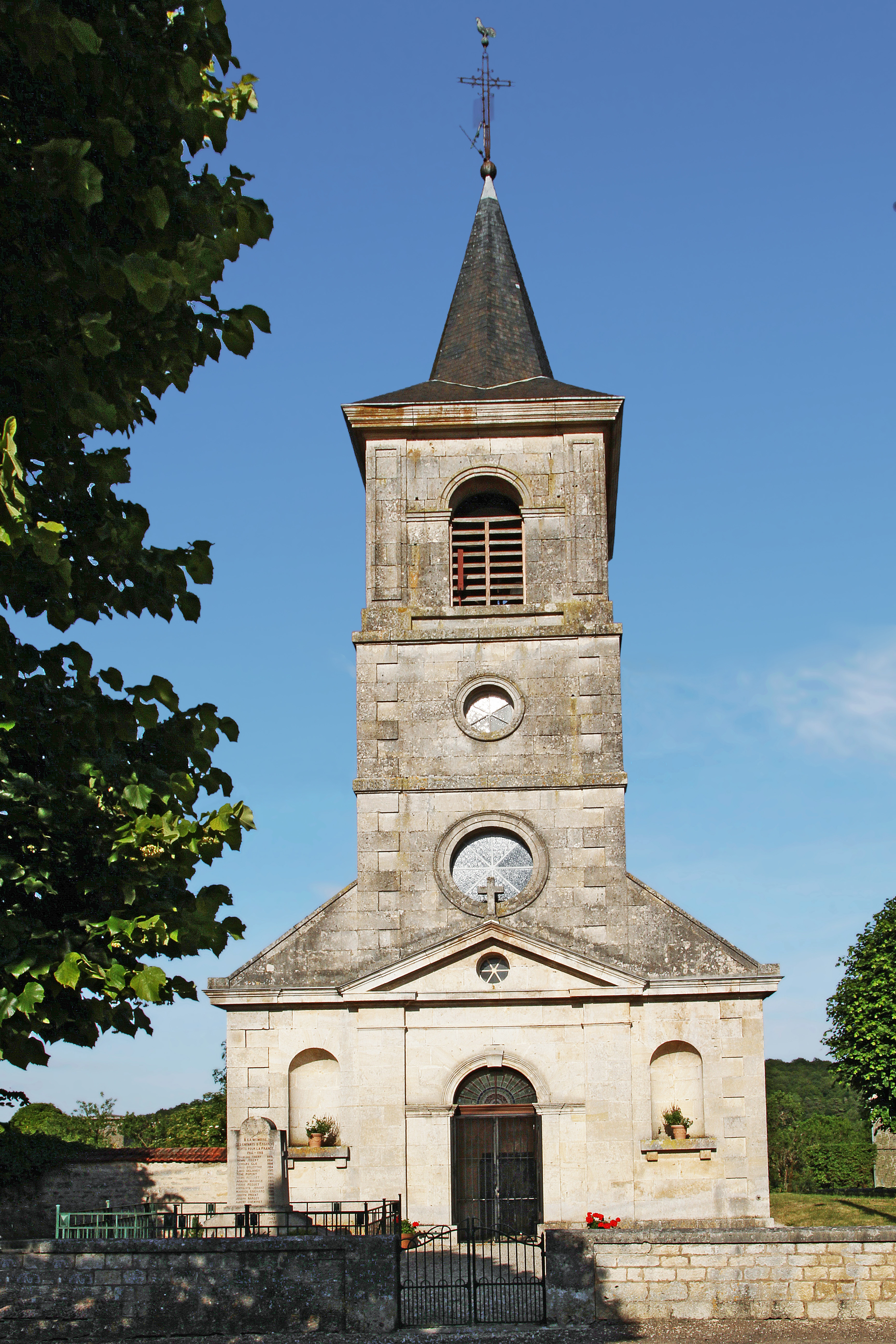
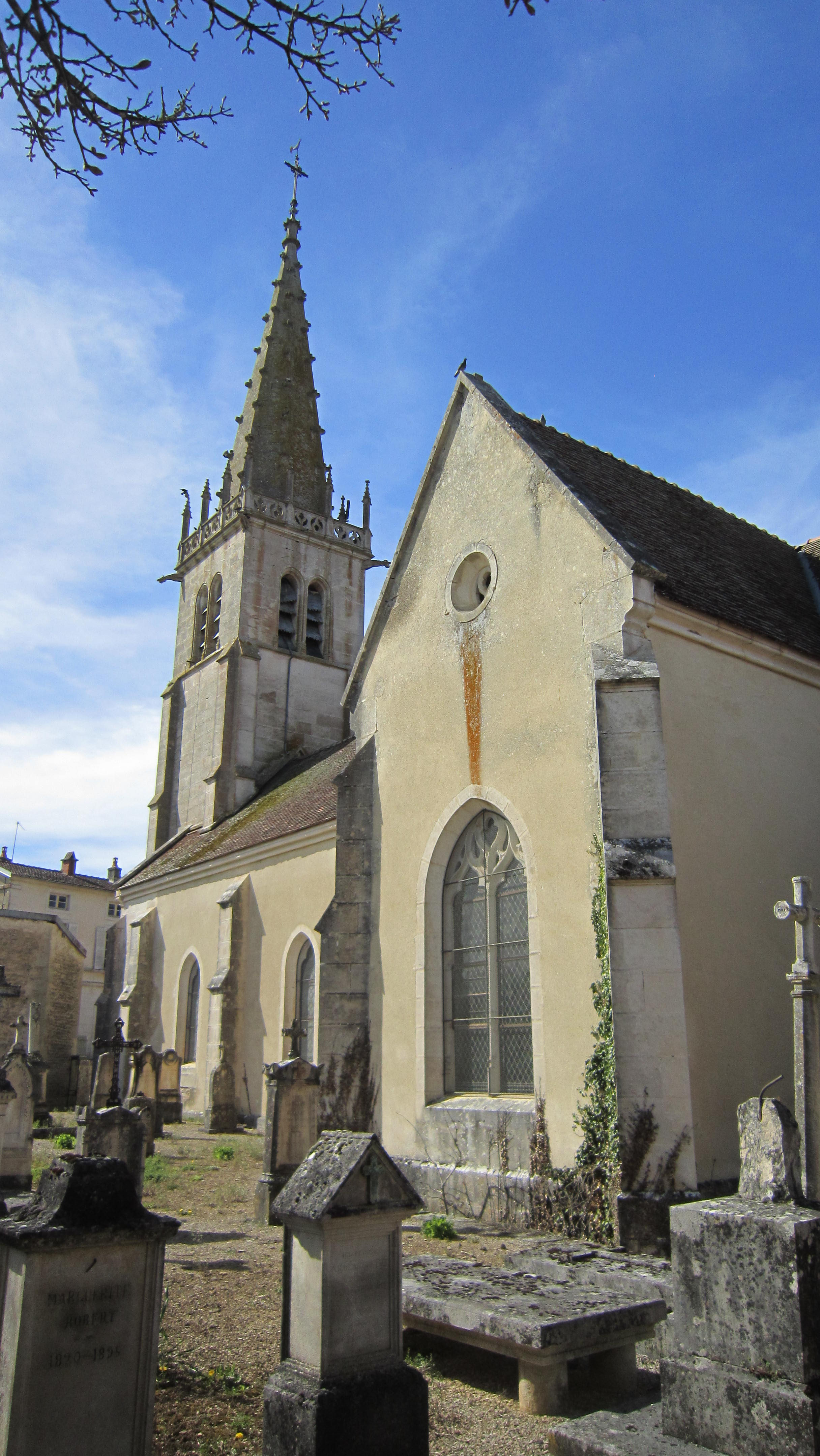

## Mobilier
L’église renferme une statue de saint Antoine du XVIe siècle classée M.H., un retable du XVIIIe siècle ainsi que diverses statues et reliquaires datées entre le XVIe siècle et le XVIIIe siècle de saint Médard, saint Éloi, sainte Catherine d’Alexandrie et une Éducation de la Vierge.